# Пітер Фіцджеральд
р Госслін Фіцджеральд (англ. Peter Gosselin Fitzgerald; нар. 20 жовтня 1960, Елджін, Іллінойс) — американський політик-республіканець, представляв штаті Іллінойс у Сенаті США з 1999 по 2005.
У 1982 році він зі ступенем бакалавра закінчив Дартмутський коледж і за стипендією Rotary International додатково навчався в Університеті Аристотеля у Салоніках (Греція). Отримавши ступінь доктора права у 1986 в Університет Мічигану, Фіцджеральд працював адвокатом з корпоративних питань у Чикаго і головним юрисконсультом Suburban Bancorp, Inc.. Він був членом сенату Іллінойсу з 1992 по 1998.